# VLN Langstreckenmeisterschaft Nürburgring 2011
Die VLN Langstreckenmeisterschaft Nürburgring 2011 ist die 35. Saison der VLN Langstreckenmeisterschaft Nürburgring. Sie begann am 2. April 2011 und endete am 29. Oktober 2011 nach zehn Läufen auf der Nordschleife des Nürburgrings. Erstmals wurden zwei Rennen über die Distanz von sechs Stunden ausgetragen. Außerdem fand Ende Juni das nicht zur VLN-Serie zählende 24-Stunden-Rennen statt.

## Rennkalender

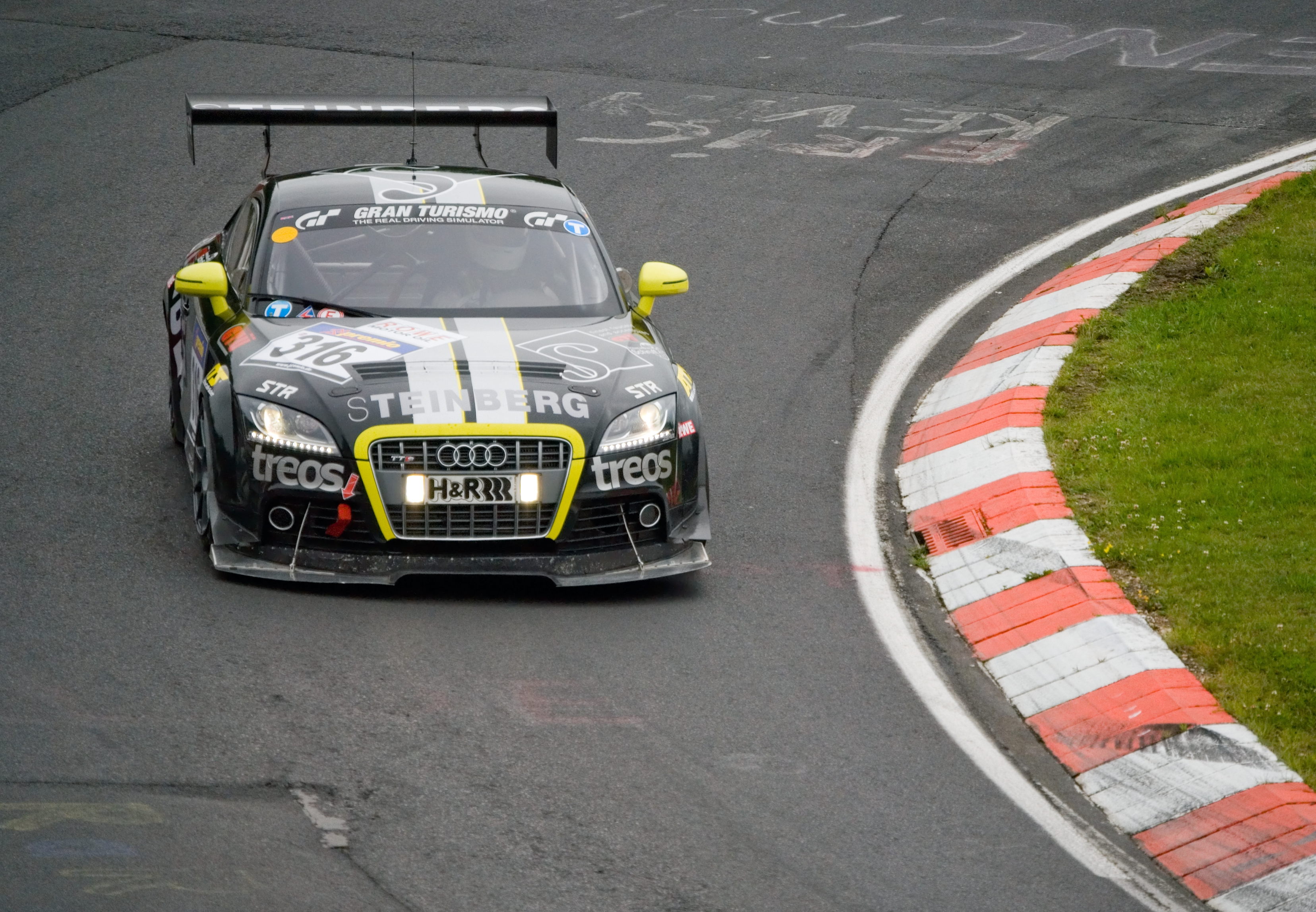
Audi TTS während des 34. RCM DMV Grenzlandrennens

| Datum         | Rennen                                | Distanz   |
| ------------- | ------------------------------------- | --------- |
| 2. Apr. 2011  | 58. ADAC Westfalenfahrt               | 4 Stunden |
| 30. Apr. 2011 | 36. DMV 4-Stunden-Rennen              | 4 Stunden |
| 14. Mai 2011  | 42. Adenauer ADAC Rundstrecken-Trophy | 6 Stunden |
| 28. Mai 2011  | 53. ADAC ACAS H&R-Cup                 | 4 Stunden |
| 11. Juni 2011 | 51. ADAC Reinoldus-Langstreckenrennen | 4 Stunden |
| 30. Juli 2011 | 34. RCM DMV Grenzlandrennen           | 4 Stunden |
| 27. Aug. 2011 | 6h ADAC Ruhr-Pokal-Rennen             | 6 Stunden |
| 24. Sep. 2011 | 43. ADAC Barbarossapreis              | 4 Stunden |
| 15. Okt. 2011 | 35. DMV 250-Meilen-Rennen             | 4 Stunden |
| 29. Okt. 2011 | 36. DMV Münsterlandpokal              | 4 Stunden |

## Ergebnisse
In den ersten drei VLN-Rennen 2011 gewannen mit Werks-BMW, Mercedes SLS und Farnbacher-Ferrari 458 drei verschiedene Marken aus drei verschiedenen Klassen.

### 58. ADAC Westfalenfahrt
| Platz | Fahrer                                                      | Team                       | Fahrzeug (Klasse)           | Zeit (Runden)    |
| ----- | ----------------------------------------------------------- | -------------------------- | --------------------------- | ---------------- |
| 1     | Jörg Müller Augusto Farfus Uwe Alzen                        | BMW Motorsport             | BMW M3 GT (E1XP)            | 4:05:32,821 (28) |
| 2     | Andy Priaulx Dirk Müller Dirk Werner                        | BMW Motorsport             | BMW M3 GT (E1XP)            | + 51,096 (28)    |
| 3     | Kenneth Heyer Thomas Jäger Jan Seyffarth Jeroen Bleekemolen | Black Falcon               | Mercedes-Benz SLS AMG (SP9) | + 1:29,385 (28)  |
| 4     | David Horn Sascha Bert                                      | Horn Motorsport            | Mercedes-Benz SLS AMG (SP9) | + 3:00,820 (28)  |
| 5     | Sabine Schmitz Niclas Kentenich Marc Basseng                | MSC Adenau e. V. im ADAC   | Porsche 997 GT3 R (SP9)     | + 4:46,632 (28)  |
| 6     | Christian Menzel Mike Stursberg Hans Guido Riegel           | HARIBO Team Manthey        | Porsche 911 GT3 R (SP9)     | + 4:48,163 (28)  |
| 7     | Andrii Lebed Ralf Schall Hannes Plesse                      | Black Falcon               | Mercedes-Benz SLS AMG (SP9) | + 7:26,806 (28)  |
| 8     | Christopher Haase Andreas Simonsen Marc Bronzel             | Phoenix Racing             | Audi R8 LMS (SP9)           | + 8:14,995 (28)  |
| 9     | Georg Weiss Oliver Kainz Michael Jacobs                     | Wochenspiegel Team Manthey | Porsche 911 GT3 (SP7)       | + 8:24,993 (28)  |
| 10    | Michael Illbruck Manuel Lauck                               | Pinta Racing               | Porsche 911 GT3 R (SP 9)    | + 13:15,030 (28) |

### 36. DMV 4-Stunden-Rennen
| Platz | Fahrer                                                     | Team                           | Fahrzeug (Klasse)           | Zeit (Runden)    |
| ----- | ---------------------------------------------------------- | ------------------------------ | --------------------------- | ---------------- |
| 1     | Chris Mamerow Armin Hahne                                  | Rowe Racing                    | Mercedes-Benz SLS AMG (SP9) | 4:05:01,495 (28) |
| 2     | Timo Bernhard Lucas Luhr Romain Dumas                      | Manthey Racing                 | Porsche 911 GT3 R (SP9)     | + 33,604 (28)    |
| 3     | Dirk Müller Dirk Werner Dirk Adorf                         | BMW Motorsport                 | BMW M3 GT (E1XP)            | + 1:12,873 (28)  |
| 4     | Lance David Arnold Christopher Brück Christian Frankenhout | Heico Motorsport               | Mercedes-Benz SLS AMG (SP9) | + 1:13,487 (28)  |
| 5     | Jörg Müller Augusto Farfus Pedro Lamy                      | BMW Motorsport                 | BMW M3 GT (E1XP)            | + 1:33,811 (28)  |
| 6     | Marc Basseng Frank Stippler Marcel Fässler                 | Audi Sport Team Phoenix        | Audi R8 LMS (SP9)           | + 2:31,841 (28)  |
| 7     | Georg Weiss Oliver Kainz Michael Jacobs                    | Wochenspiegel Team Manthey     | Porsche 911 GT3 (SP7)       | + 5:45,065 (28)  |
| 8     | Christian Abt Luca Ludwig Christopher Mies                 | Audi Sport Team Abt Sportsline | Audi R8 LMS (SP9)           | + 6:03,976 (28)  |
| 9     | Jochen Krumbach Marc Gindorf Philipp Wlazik                | Manthey Racing                 | Porsche 997 GT3 R (SP9)     | + 6:21,630 (28)  |
| 10    | Christopher Haase Markus Winkelhock Marc Bronzel           | Phoenix Racing                 | Audi R8 LMS (SP9)           | + 6:46,594 (28)  |

### 42. Adenauer ADAC Rundstrecken-Trophy
| Platz | Fahrer                                          | Team                         | Fahrzeug (Klasse)               | Zeit (Runden)    |
| ----- | ----------------------------------------------- | ---------------------------- | ------------------------------- | ---------------- |
| 1     | Marco Seefried Jaime Melo                       | Hankook – Team Farnbacher    | Ferrari F458 (SP8)              | 6:04:20,632 (40) |
| 2     | Marc Lieb Timo Bernhard Arno Klasen             | Manthey Racing               | Porsche 911 GT3 (SP7)           | + 0,814 (40)     |
| 3     | Jörg Müller Augusto Farfus Pedro Lamy           | BMW Motorsport               | BMW M3 GT (E1XP)                | + 29,676 (40)    |
| 4     | Marco Schelp Hubert Haupt Klaus Rader           | Rowe Racing                  | Mercedes-Benz SLS AMG GT3 (SP9) | + 1:18,091 (40)  |
| 5     | Chris Mamerow Armin Hahne Pierre Kaffer         | Mamerow / Rowe Racing        | Mercedes-Benz SLS AMG GT3 (SP9) | + 3:17,825 (40)  |
| 6     | Thomas Mutsch Franck Mailleux Frederik Ekblom   | Volkswagen Motorsport        | VW Golf GT 24 (SP8T)            | + 4:40,858 (40)  |
| 7     | Anders Buchardt Nils Tronrud John Mayes         | Need for Speed Team Schubert | BMW Z4 GT3 (SP9)                | + 6:11,784 (40)  |
| 8     | Christian Menzel Hans Guido Riegel Marco Holzer | Haribo Team Manthey          | Porsche 911 GT3 R (SP9)         | +7:04,865 (40)   |
| 9     | Takayuki Kinoshita Juichi Wakisaka Akira Iida   | Gazoo Racing                 | Lexus LF-A (SP8)                | + 1 Runde (39)   |
| 10    | Kai Riemer Rodney Forbes                        |                              | Porsche 911 Cup 997 (CUP2)      | + 1 Runde (39)   |

### 53. ADAC ACAS H&R-Cup
| Platz | Fahrer                                                                           | Team                           | Fahrzeug (Klasse)               | Zeit (Runden)    |
| ----- | -------------------------------------------------------------------------------- | ------------------------------ | ------------------------------- | ---------------- |
| 1     | Marco Holzer Patrick Long Richard Lietz                                          | Porsche Team Manthey           | Porsche 911 GT3R (E1XP)         | 4:03:46,969 (28) |
| 2     | Romain Dumas Lucas Luhr Marc Lieb                                                | Manthey Racing                 | Porsche 911 GT3 RSR (SP7)       | + 7,063 (28)     |
| 3     | Marc Basseng Marcel Fässler Mike Rockenfeller                                    | Audi Sport Team Phoenix        | Audi R8 LMS (SP9)               | + 7,698 (28)     |
| 4     | Christopher Haase Marc Hennerici Markus Winkelhock Frank Stippler                | Audi Sport Team Phoenix        | Audi R8 LMS (SP9)               | + 48,166 (28)    |
| 5     | Mattias Ekström Timo Scheider Christopher Mies                                   | Audi Sport Team Abt Sportsline | Audi R8 LMS (SP9)               | + 1:32,998 (28)  |
| 6     | Christian Abt Christer Jöns Luca Ludwig                                          | Audi Sport Team Abt Sportsline | Audi R8 LMS (SP9)               | + 2:46,048 (28)  |
| 7     | Lance David Arnold Christian Frankenhout Christopher Brück Alexandros Margaritis | Heico Motorsport GmbH          | Mercedes-Benz SLS AMG GT3 (SP9) | + 3:22,502 (28)  |
| 8     | Kenneth Heyer Jan Seyffarth Ralf Schall                                          | Black Falcon                   | Mercedes-Benz SLS AMG GT3 (SP9) | + 5:37,167 (28)  |
| 9     | Dominik Schwager Hubert Haupt Marco Schelp                                       | Rowe Racing                    | Mercedes-Benz SLS AMG GT3 (SP9) | + 6:08,462 (28)  |
| 10    | Jochen Krumbach Philipp Wlazik Marc Gindorf                                      | Manthey Racing                 | Porsche 911 GT3 R (SP9)         | + 6:37,067 (28)  |

### 51. ADAC Reinoldus-Langstreckenrennen
Aufgrund von einsetzendem Regen und Hagel im Bereich „Flugplatz“ wurde das Rennen 12 Minuten vor Schluss mit der roten Flagge abgebrochen.
| Platz | Fahrer                                            | Team                              | Fahrzeug (Klasse)               | Zeit (Runden)    |
| ----- | ------------------------------------------------- | --------------------------------- | ------------------------------- | ---------------- |
| 1     | Mattias Ekström Timo Scheider Frank Stippler      | Phoenix Racing                    | Audi R8 LMS (SP9)               | 3:30:49,154 (24) |
| 2     | Klaus Abbelen Sabine Schmitz                      | MSC Adenau e. V. im ADAC          | Porsche 911 GT3 R (SP9)         | + 1:31,954 (24)  |
| 3     | Wolfgang Kohler Frank Kräling Christian Menzel    | Manthey Racing                    | Porsche 911 GT3 Cup 997 (CUP2)  | + 5:18,409 (24)  |
| 4     | Stefan Rosina Jakub Giermaziak                    | Verva Racing Team                 | Porsche 911 GT3 Cup 997 (CUP2)  | + 6:25,190 (24)  |
| 5     | Akira Lida Kazuya Oshima Hiroaki Ishiura          | Gazoo Razing                      | Lexus LF-A (SP8)                | + 6:57,062 (24)  |
| 6     | Martin Ragginger Stefan Wendt                     | Schnabl Engineering GmbH & Co. KG | Porsche 911 GT3 Cup 997 (CUP2a) | + 1 Runde (23)   |
| 7     | Christian Engelhart Mathias Lauda Andreas Mayerl  |                                   | Porsche 911 GT3 Cup 997 (CUP2)  | + 1 Runde (23)   |
| 8     | Jörg Otto Peter Becker                            | Rheydter Club für Motorsport      | Porsche 911 GT3 Cup 997 (CUP2)  | + 1 Runde (23)   |
| 9     | Maik Rosenberg Christian Krognes Emin Akata       | LMS Engineering                   | VW Scirocco (SP3T)              | + 1 Runde (23)   |
| 10    | Philipp Neuffer Reinhard Huber Carlo Babini Merlo |                                   | Porsche 911 GT3 Cup 997 (CUP2)  | + 1 Runde (23)   |

### 34. RCM DMV Grenzlandrennen
Im sechsten Lauf der Saison kam die rote Flagge zweimal aufgrund von Unfällen zum Einsatz. Der erste Unfall ereignete sich im Bereich „Tiergarten“, in dem drei Fahrzeuge involviert waren. Die zweite rote Flagge kam aufgrund eines Unfalls im Abschnitt „Bergwerk“ zum Einsatz, in dem sechs Fahrzeuge beteiligt waren. Hiernach wurde das Rennen auch nicht wieder aufgenommen. Da jedoch eine Renndistanz von 160 Minuten überschritten wurde, konnte der Saisonlauf voll gewertet werden.
| Platz | Fahrer                                           | Team                      | Fahrzeug (Klasse)               | Zeit (Runden)    |
| ----- | ------------------------------------------------ | ------------------------- | ------------------------------- | ---------------- |
| 1     | Michael Zehe Alexander Roloff Roland Rehfeld     | Rowe Racing               | Mercedes-Benz SLS AMG GT3 (SP9) | 2:11:04,062 (15) |
| 2     | Sabine Schmitz Niclas Kentenich Arno Klasen      | MSC Adenau e. V. im ADAC  | Porsche 911 GT3 R (SP9)         | + 22,464 (15)    |
| 3     | Dennis Busch Marc Busch                          |                           | Porsche 911 GT3 (SP7)           | + 50,709 (15)    |
| 4     | Peter Schmidt Marcel Blumer Christopher Zöchling | Car Collection Motorsport | Porsche 911 GT3 Cup S 997 (SP9) | + 1:43,445 (15)  |
| 5     | Rodney Forbes Kai Riemer                         |                           | Porsche 911 GT3 Cup 997 (CUP2)  | + 2:03,220 (15)  |
| 6     | Michael Bäder Tobias Hagenmeyer                  |                           | BMW Z4 (SP7)                    | + 2:48,091 (15)  |
| 7     | Marc Bullitt Klaus Graf                          | PZ Aschaffenburg          | Porsche 911 GT3 Cup (CUP2)      | + 4:26,869 (15)  |
| 8     | Peter Dumbreck Sebastian Asch                    | Falken Motorsport         | Porsche 911 GT3 R 997(SP9)      | + 5:08,284 (15)  |
| 9     | Wolfgang Kohler Frank Kräling Daniel Cooke       | Manthey Racing            | Porsche 911 GT3 Cup 997 (CUP2)  | + 5:20,992 (15)  |
| 10    | Maik Rosenberg Christian Krognes Emin Akata      | LMS Engineering           | VW Scirocco (SP3T)              | + 5:30,303 (15)  |

### 6h ADAC Ruhr-Pokal-Rennen
Der 7. Saisonlauf war von eifeltypischen, wechselnden Bedingungen geprägt. Bei diesen Bedingungen hatten die leistungsstarken Fahrzeuge mit Hinterradantrieb einen großen Nachteil. So kam es zum ersten Mal in der Geschichte der VLN zu einem Polesetter mit Frontantrieb. Beim Start war also zum ersten Mal nicht das schnellste Fahrzeug ganz vorne, denn der Raeder Audi TT RS musste mit der zweiten Startgruppe starten.
Zudem wurde das Rennen wegen starkem und anhaltenden Regen kurz vor Schluss abgebrochen werden.
| Platz | Fahrer                                              | Team                         | Fahrzeug (Klasse)               | Zeit (Runden)    |
| ----- | --------------------------------------------------- | ---------------------------- | ------------------------------- | ---------------- |
| 1     | Frank Biela Christian Hohenadel Michael Ammermüller | Raeder Motorsport            | Audi TT RS (SP4T)               | 5:41:21,034 (35) |
| 2     | Christopher Haase Christopher Mies Luca Ludwig      | Audi Sport Team Phoenix      | Audi R8 LMS (SP9)               | + 1:19,227 (35)  |
| 3     | Pedro Lamy Marko Hartung                            | Need for Speed Team Schubert | BMW Z4 GT3 (SP9)                | + 9:20,101 (35)  |
| 4     | Michael Zehe Hubert Haupt Klaus Rader Marco Schelp  | Rowe Racing                  | Mercedes-Benz SLS AMG GT3 (SP9) | + 1 Runde (34)   |
| 5     | Peter Posavac Anders Buchardt Dominik Schwager      | Need for Speed Team Schubert | BMW Z4 GT3 (SP9)                | + 1 Runde (34)   |
| 6     | Wolfgang Kohler Frank Kräling Christian Menzel      | Manthey Racing               | Porsche 911 GT3 Cup 997 (CUP2)  | + 1 Runde (34)   |
| 7     | Florian Gruber Alexander Yoong Luca Cappellari      | Audi race experience         | Audi R8 LMS (SP9)               | + 1 Runde (34)   |
| 8     | Jochen Krumbach Philipp Wlazik Marc Gindorf         | Manthey Racing               | Porsche 911 GT3 R (SP9)         | + 2 Runden (33)  |
| 9     | Florian Fricke Julian Dercks Dieter Schornstein     | MSC Adenau e. V. im ADAC     | Porsche 911 GT3 Cup (SP7)       | + 2 Runden (33)  |
| 10    | Elmar Deegener Jürgen Wohlfarth Christoph Breuer    | Raeder Motorsport            | Audi TT RS (SP3T)               | + 2 Runden (33)  |

### 43. ADAC Barbarossapreis
| Platz | Fahrer                                           | Team                       | Fahrzeug (Klasse)               | Zeit (Runden)    |
| ----- | ------------------------------------------------ | -------------------------- | ------------------------------- | ---------------- |
| 1     | Lucas Luhr Arno Klasen                           | Manthey Racing             | Porsche 911 GT3 R (SP9)         | 4:01:34,325 (28) |
| 2     | Christopher Haase Frank Stippler                 | Phoenix Racing             | Audi R8 LMS (SP9)               | + 2:35,371 (28)  |
| 3     | Mike Stursberg Hans Guido Riegel René Rast       | Haribo Team Manthey        | Porsche 911 GT3 R (SP9)         | + 5:06,172 (28)  |
| 4     | Klaus Abbelen Sabine Schmitz                     | MSC Adenau e. V. im ADAC   | Porsche 911 GT3 R (SP9)         | + 6:02,174 (28)  |
| 5     | Michael Illbruck Marco Seefried                  | Pinta Racing               | Porsche 911 GT3 R (SP9)         | + 7:50,099 (28)  |
| 6     | Georg Weiss Oliver Kainz Michael Jacobs          | Wochenspiegel Team Manthey | Porsche 911 GT3 MR (SP7)        | + 8:04,482 (28)  |
| 7     | Michael Zehe Klaus Rader Marco Schelp            | Rowe Racing                | Mercedes-Benz SLS AMG GT3 (SP9) | + 1 Runde (27)   |
| 8     | Rodney Forbes Kai Riemer                         |                            | Porsche 911 GT3 Cup 997 (CUP2)  | + 1 Runde (27)   |
| 9     | Marcel Blumer Christopher Zöchling Dieter Lehner | Car Collection Motorsport  | Porsche 911 GT3 Cup S 997 (SP9) | + 1 Runde (27)   |
| 10    | Frank Kräling Peter Scharmach                    | Manthey Racing             | Porsche 911 GT3 Cup (CUP2)      | +1 Runde (27)    |

### 35. DMV 250-Meilen-Rennen
Wegen zahlreichen unabhängigen Unfällen wurde das Rennen zwischenzeitlich unterbrochen. Nach dem Neustart konnten dann aber die restlichen 2:20 Stunden zu Ende gefahren werden.
| Platz | Fahrer                                         | Team                       | Fahrzeug (Klasse)               | Zeit (Runden)    |
| ----- | ---------------------------------------------- | -------------------------- | ------------------------------- | ---------------- |
| 1     | Lucas Juhr Arno Klasen                         | Manthey Racing             | Porsche 911 GT3 R (SP9)         | 3:24:23,126 (24) |
| 2     | Christian Mamerow Armin Hahne                  | Mamerow/Rowe Racing        | Mercedes-Benz SLS AMG GT3 (SP9) | + 4,524 (24)     |
| 3     | Klaus Abbelen Sabine Schmitz                   | MSC Adena e. V. im ADAC    | Porsche 911 GT3 R (SP9)         | + 3:22,920 (24)  |
| 4     | Marc Basseng Frank Stippler Chriestopher Mies  | Phoenix Racing             | Audi R8 LMS (SP9)               | + 3:32,917 (24)  |
| 5     | Alexandros Margaritis Dominik Schwager         | Dörr Motorsport GmbH       | BMW Alpina B6 GT3 (SP9)         | +5:22,484 (24)   |
| 6     | Andrii Lebed Ralf Schall                       | Black Falcon               | Mercedes-Benz SLS AMG GT3       | + 5:40,596 (24)  |
| 7     | Martin Ragginger Sebastian Asch                | Falken Motorsports         | Porsche 911 GT3 R 997 (SP9)     | + 5:45,102 (24)  |
| 8     | Patrick Breslin Sean Seán Paul Breslin         | Black Falcon               | Mercedes-Benz SLS AMG GT3 (SP9) | + 6:00,392 (24)  |
| 9     | Georg Weiss Oliver Kainz Michael Jacobs        | Wochenspiegel Team Manthey | Porsche 911 GT3 MR (SP7)        | + 8:48,974 (24)  |
| 10    | Wolfgang Kohler Frank Kräling Christian Menzel | Manthey Racing             | Porsche 911 GT3 Cup 997 (CUP2)  | + 10:27,227 (24) |

### 36. DMV Münsterlandpokal
| Platz | Fahrer                                            | Team                         | Fahrzeug (Klasse)               | Zeit (Runden)    |
| ----- | ------------------------------------------------- | ---------------------------- | ------------------------------- | ---------------- |
| 1     | Marc Basseng Christopher Mies Michael Ammermüller | Phoenix Racing               | Audi R8 LMS (SP9)               | 4:00:50,515 (28) |
| 2     | Christian Mamerow Armin Hahne                     | Mamerow/Rowe Racing          | Mercedes-Benz SLS AMG GT3 (SP9) | + 59,225 (28)    |
| 3     | Edward Sandström Nico Bastian Hendrik Vieth       | Need for Speed Team Schubert | BMW Z4 GT3 (SP9)                | + 1:14,941 (28)  |
| 4     | Mike Stursberg Richard Westbrook                  | Haribo Team Manthey          | Porsche 911 GT3 R (SP9)         | + 3:54,879 (28)  |
| 5     | Alexander Roloff Bubert Haupt Roland Rehfeld      | Rowe Racing                  | Mercedes-Benz SLS AMG GT3 (SP9) | + 4:41,075 (28)  |
| 6     | Andrii Lebed Stephan Rösler Hannes Plesse         | Black Falcon                 | Mercedes-Benz SLS AMG GT3 (SP9) | + 7:05,561 (28)  |
| 7     | Claudia Hürtgen Marko Hartung Dirk Adorf          | Need for Speed Team Schubert | BMW Z4 GT3 (SP9)                | + 9:18,413 (28)  |
| 8     | Jochen Krumbach Oliver Kainz Arno Klasen          | Manthey Racing               | Porsche 911 GT3 R (SP9)         | + 1 Runde (27)   |
| 9     | Michael Zehe Klaus Rader Marco Schelp             | Rowe Racing                  | Mercedes-Benz SLS AMG GT3 (SP9) | + 1 Runde (27)   |
| 10    | Kai Riemer Rodney Forbes                          |                              | Porsche 911 GT3 Cup 997 (CUP2)  | + 1 Runde (27)   |